# Sportovní Klub Sigma Olomouc
Lo Sportovní Klub Sigma Olomouc a.s., più semplicemente Sigma Olomouc, è una società calcistica ceca con sede nella città di Olomouc. Gioca nella 1. liga, la massima serie del campionato ceco di calcio.
Fondata nel 1919, disputa le partite casalinghe allo Stadio Andrův stadion di Olomouc. I colori sociali sono il blu e il bianco. Ha partecipato ad una edizione della Coppa Mitropa, a otto edizioni della Coppa UEFA e a due edizioni della Coppa Intertoto.

## Storia

### Competizioni internazionali
Nel 1986 partecipa, arrivando quarta alla Coppa Mitropa, in semifinale perde 1-0 con il Pisa, squadra che vincerà poi la competizione, mentre nella finalina, la squadra cecoslovacca subisce una sconfitta per 3-2 da parte degli jugoslavi del HNK Rijeka. L'anno seguente si qualifica per la Coppa UEFA, questa volta l'eliminazione arriva ai trentaduesimi e nuovamente da parte dei vincitori del torneo: gli svedesi dell'IFK Göteborg (andata 1-1, ritorno 0-4).
I primi anni novanta del XX secolo sono gli anni più felici per il Sigma che partecipa con discreti risultati alla Coppa UEFA. Nella stagione 1991-1992 arriva infatti il miglior risultato di sempre. La squadra compie un cammino brillante eliminando i nordirlandesi del Bangor, i russi del Torpedo Mosca e agli ottavi i tedeschi dell'Amburgo. L'eliminazione giunge ai quarti di finale dopo una sconfitta per 1-0 subita fuori casa per mano del Real Madrid nella gara di ritorno. All'andata in Cecoslovacchia l'incontro era terminato 1-1.
Anche nella stagione seguente (1992-1993) il cammino è positivo, a farne le spese sono i rumeni dell'Universitatea Craiova, ma soprattutto i turchi del Fenerbahçe che dopo una vittoria per 1-0 all'andata vengono travolti 7-1 nel ritorno. L'eliminazione è però scottante infatti negli ottavi il Sigma subisce due sconfitte, la prima per 2-1 in casa all'Andrův e la seconda con un più sonoro 5-0 al Delle Alpi da parte della Juventus. L'apparizione successiva in Coppa UEFA arriva cinque anni più tardi nella stagione 1996-1997 nel turno di qualificazione quando la squadra esce eliminata per mano dei polacchi del Hutnik Kraków.
Dopo un anno di assenza il Sigma Olomouc incomincia un percorso che vede la squadra qualificarsi per cinque anni consecutivi alle competizioni europee. Nella stagione 1998-1999 supera il turno di qualificazione eliminando gli scozzesi del Kilmarnock, ma viene eliminata nei trentaduesi dopo una rovinosa sconfitta per 4-0 in Francia al Vélodrome ad opera dell'Olympique de Marseille. L'anno successivo (1999-2000) l'eliminazione giunge al primo turno a causa della sconfitta casalinga per 3-1 subita dagli spagnoli del Real Maiorca. Nel turno di qualificazione il Sigma Olomouc aveva eliminato con due pareggi, 1-1 in casa dei giallo-neri e 0-0 all'Andrův, i moldavi dello Sheriff Tiraspol.
Nel 2000 la squadra partecipa alla Coppa Intertoto perdendo 4-2 nei tempi supplementari della finale di ritorno, giocata il 22 agosto contro l'Udinese Calcio al Friuli, nei turni precedenti aveva eliminato in successione, gli armeni dell'Araks Ararat, i bulgari del Velbazhd Kyustendil, i croati dello Slaven Belupo e in semifinale i connazionali del Chmel Blšany. Nella stagione seguente (2001-2002) complice una brutta sconfitta per 4-0 in casa degli spagnoli del Celta Vigo il Sigma Olomouc viene eliminata nel primo turno. Inutile la vittoria per 4-3 all'Andrův.
La partecipazione alla Coppa UEFA 2002-2003 termina in Bosnia nel turno di qualificazione dopo la sconfitta ai rigori per 5-3 allo stadio Asim Ferhatović Hase contro i Bordo-bijeli di Sarajevo.
Dopo un anno di assenza dalle competizioni europee i cechi si qualificano alla Coppa UEFA 2004-2005. Nel secondo turno preliminare eliminano agevolmente i moldavi del Nistru Otaci ma, vengono estromessi nel turno antecedente alla fase a gruppi dal Real Saragozza. Gli Los Blanquillos vincono all'andata per 1-0 mentre il ritorno per 3-2.
La stagione seguente partecipano alla Coppa Intertoto del 2005. Durante la competizione i cechi hanno eliminato, nel secondo turno i polacchi del Pogoń Stettino e nel terzo turno i blasonati tedeschi del Borussia Dortmund. L'eliminazione è maturata in semifinale contro l'Amburgo.
Nella stagione 2009-2010 partecipano alla prima edizione della UEFA Europa League grazie al quarto posto ottenuto nella Gambrinus Liga dell'anno precedente. Il cammino verso la coppa parte dal secondo turno preliminare con un pareggio 1-1 al Laugardalsvöllur contro gli islandesi del Fram Reykjavík che eliminano nella gara di ritorno vinta 2-0 all'Andrův. Al terzo turno preliminare i cechi vincono eliminano con due risultati tondi, vittoria per 5-1 nella trasferta al Pittodrie Stadium e per 3-0 in casa, gli scozzesi dell'Aberdeen allenati da Jimmy Calderwood. L'estromissione dalla competizione giunge al turno di Play Off dopo una sconfitta per 4-0 subita per mano degli inglesi dell'Everton. Inutile il pareggio per 1-1 nella gara di ritorno.
Nella stagione successiva, dopo il quarto posto in campionato, la squadra non si qualifica per le coppe europee. Il Sigma deve poi affrontare il campionato 2011-2012 con ben 9 punti di penalizzazione per corruzione, che lo relegano nelle parti basse della classifica. Il 2 maggio 2012 arriva lo storico successo nella Coppa della Repubblica Ceca: battendo in finale per uno a zero lo Sparta Praga, la squadra di Olomouc conquista il primo trofeo ufficiale in più 90 anni di attività. Il successo le dà diritto alla partecipazione alla prossima Europa League, ma il 20 giugno 2012 l'UEFA decide di sanzionarla per le vicende del 2009, escludendola dalla competizione.
Nella stagione 2017-18 chiudono al quarto posto in campionato, totalizzando 55 punti (uno in meno del terzo Jablonec): questo piazzamento permette al club di avere un posto per le qualificazioni di UEFA Europa League 2018-2019. Qui i cechi eliminano i kazaki del Kairat Almaty con una doppia vittoria, ma poi, ai playoff, si trovano davanti i favoriti del Siviglia; gli spagnoli, come da pronostico, eliminano il Sigma con due vittorie (1-0 in Repubblica Ceca e 3-0 in Spagna).

## Cronologia dei nomi storici
- 1919 - FK Hejčín Olomouc (Fotbalový klub Hejčín Olomouc)
- 1920 - SK Hejčín Olomouc (Sportovní klub Hejčín Olomouc)
- 1947 – Hejčínský SK Banské a Hutní Olomouc (Hejčínský Sportovní klub Banské a Hutní Olomouc)
- 1948 – ZSJ BH Olomouc (Základní sportovní jednota Banské a Hutní Olomouc)
- 1949 – Sokol MŽ Olomouc (Sokol Moravské železárny Olomouc)
- 1952 – Sokol Hanácké železárny Olomouc
- 1953 – DSO Baník MŹ Olomouc (Dobrovolná sportovní organizace Baník Moravské železárny Olomouc)
- 1955 – TJ Spartak MŽ Olomouc (Tělovýchovná jednota Spartak Moravské železárny Olomouc)
- 1960 – TJ MŽ Olomouc (Tělovýchovná jednota Moravské železárny Olomouc)
- 1966 – TJ Sigma MŽ Olomouc (Tělovýchovná jednota Sigma Moravské železárny Olomouc)
- 1979 – TJ Sigma ZTS Olomouc (Tělovýchovná jednota Sigma ZTS Olomouc)
- 1990 – SK Sigma MŽ Olomouc (Sportovní klub Sigma Moravské železárny Olomouc, a.s.)
- 1996 – SK Sigma Olomouc (Sportovní klub Sigma Olomouc, a.s.)

## Allenatori
- Karel Brückner (1973-1979; 1983-1987; 1990-1993; 1995-1997)
- Milan Máčala (1980-1981)
- Jiří Dunaj (1987-1989)
- Erich Cviertna (1989-1990)
- Dušan Radolský (1994-1995)
- Milan Bokša (1997-15 aprile 1999)
- Dan Matuška (16 aprile 1999-30 settembre 2000)
- Leoš Kalvoda (2000-20 ottobre 2001; 1 luglio-19 ottobre 2005)
- Jiří Vaďura (21 ottobre 2001-18 marzo 2002)
- Bohumil Páník (19 marzo-31 dicembre 2002)
- Petr Uličný (1 gennaio 2003-2006; 8 dicembre 2011-2012)
- Vlastimil Petržela (2006-2007)
- Martin Pulpit (2007-28 aprile 2008)
- Jiří Fryš (28 aprile-30 giugno 2008)
- Zdeněk Psotka (2008-27 novembre 2011; 18 dicembre 2013-2014)
- Roman Pivarník (2012-6 maggio 2013)
- Martin Kotůlek (2012-17 dicembre 2013)
- Václav Jílek (2015-)

## Palmarès

### Competizioni nazionali
- Coppa della Repubblica Ceca: 2

2011-2012, 2024-2025
- Supercoppa della Repubblica Ceca: 1

2012
- Druhá Liga: 2

2014-2015, 2016-2017

### Competizioni internazionali
- Coppa Piano Karl Rappan: 1

1986

### Altri piazzamenti
- Campionato cecoslovacco:

Terzo posto: 1990-1991, 1991-1992
- Campionato ceco:

Secondo posto: 1995-1996
Terzo posto: 1997-1998, 2000-2001, 2003-2004
- Coppa della Repubblica Ceca:

Finalista: 2010-2011
Semifinalista: 1996-1997, 1999-2000, 2009-2010, 2019-2020
- Coppa Intertoto UEFA:

Finalista: 2000
Semifinalista: 2005
- Coppa Mitropa:

Semifinalista: 1985-1986
- UEFA Fair Play ranking: 1

2001-2002

## Statistiche

### Statistiche nelle competizioni UEFA
Tabella aggiornata alla fine della stagione 2017-2018.
| Competizione                  | Partecipazioni | G  | V  | N | P  | RF | RS |
| ----------------------------- | -------------- | -- | -- | - | -- | -- | -- |
| Coppa UEFA/UEFA Europa League | 11             | 44 | 20 | 9 | 15 | 69 | 58 |
| Coppa Intertoto               | 2              | 16 | 6  | 6 | 4  | 22 | 16 |

## Organico

### Rosa 2025-2026
Aggiornata al 15 agosto 2025.
| N. |                               | Ruolo | Calciatore         |
| -- | ----------------------------- | ----- | ------------------ |
| 1  | Slovacchia (bandiera)         | P     | Tomáš Digaňa       |
| 2  | Guinea (bandiera)             | C     | Abdoulaye Sylla    |
| 3  | Rep. Ceca (bandiera)          | D     | Adam Dohnálek      |
| 4  | Rep. Ceca (bandiera)          | D     | Jakub Elbel        |
| 5  | Slovacchia (bandiera)         | D     | Tomáš Huk          |
| 6  | Rep. Ceca (bandiera)          | A     | Jáchym Šíp         |
| 7  | Rep. Ceca (bandiera)          | C     | Radim Breite       |
| 8  | Rep. Ceca (bandiera)          | C     | Jiří Spáčil        |
| 9  | Rep. Ceca (bandiera)          | A     | Jan Kliment        |
| 10 | Macedonia del Nord (bandiera) | C     | Tihomir Kostadinov |
| 11 | Nigeria (bandiera)            | A     | Yunusa Muritala    |
| 12 | Nigeria (bandiera)            | A     | Moses Emmanuel     |
| 13 | Rep. Ceca (bandiera)          | D     | Jiří Sláma         |
| 14 | Rep. Ceca (bandiera)          | A     | Antonín Růsek      |
| 15 | Rep. Ceca (bandiera)          | A     | Daniel Vašulín     |
| 16 | Rep. Ceca (bandiera)          | D     | Filip Slavíček     |
| 17 | Nigeria (bandiera)            | C     | Dele Israel        |
| 18 | Rep. Ceca (bandiera)          | C     | Jan Fiala          |
| 19 | Rep. Ceca (bandiera)          | D     | Lukáš Vraštil      |
| 20 | Slovacchia (bandiera)         | D     | Juraj Chvátal      |

| N. |                       | Ruolo | Calciatore        |
| -- | --------------------- | ----- | ----------------- |
| 21 | Rep. Ceca (bandiera)  | D     | Jan Král          |
| 22 | Rep. Ceca (bandiera)  | D     | František Matys   |
| 23 | Romania (bandiera)    | D     | Andres Dumitrescu |
| 24 | Rep. Ceca (bandiera)  | C     | David Tkáč        |
| 25 | Rep. Ceca (bandiera)  | C     | Matěj Mikulenka   |
| 26 | Nigeria (bandiera)    | A     | Muhamed Tijani    |
| 27 | Rep. Ceca (bandiera)  | A     | Filip Uriča       |
| 28 | Rep. Ceca (bandiera)  | D     | Michal Leibl      |
| 29 | Rep. Ceca (bandiera)  | P     | Tadeáš Stoppen    |
| 30 | Rep. Ceca (bandiera)  | C     | Jan Navrátil      |
| 31 | Rep. Ceca (bandiera)  | P     | Jakub Trefil      |
| 33 | Slovacchia (bandiera) | D     | Matúš Malý        |
| 37 | Rep. Ceca (bandiera)  | C     | Štěpán Langer     |
| 39 | Rep. Ceca (bandiera)  | C     | Dominik Janošek   |
| 66 | Rep. Ceca (bandiera)  | D     | Patrik Siegl      |
| 75 | Camerun (bandiera)    | A     | Simion Michez     |
| 77 | Lituania (bandiera)   | A     | Artūr Dolžnikov   |
| 91 | Rep. Ceca (bandiera)  | P     | Jan Koutný        |
| 98 | Slovacchia (bandiera) | P     | Matúš Hruška      |